# Communauté de communes du Pays de Saint-Éloy-les-Mines
Die Communauté de communes du Pays de Saint-Éloy-les-Mines ist ein ehemaliger französischer Gemeindeverband mit der Rechtsform einer Communauté de communes im Département Puy-de-Dôme in der Region Auvergne-Rhône-Alpes. Sie wurde am 7. Dezember 2012 gegründet und umfasste neun Gemeinden. Der Verwaltungssitz befand sich im Ort Saint-Éloy-les-Mines.

## Historische Entwicklung
Mit Wirkung vom 1. Januar 2017 fusionierte der Gemeindeverband mit  
- Communauté de communes Cœur de Combrailles und
- Communauté de communes de Pionsat

und bildete so die Nachfolgeorganisation Communauté de communes du Pays de Saint-Éloy.

## Ehemalige Mitgliedsgemeinden
1. Ars-les-Favets
2. Buxières-sous-Montaigut
3. La Crouzille
4. Durmignat
5. Lapeyrouse
6. Montaigut
7. Moureuille
8. Saint-Éloy-les-Mines
9. Youx